# Мирбах, Вильгельм фон
Граф Вильгельм фон Мирбах (нем. Wilhelm Maria Theodor Ernst Richard Graf von Mirbach-Harff; 2 июля 1871, Бад-Ишль — 6 июля 1918, Москва) — граф, германский дипломат, с апреля 1918 года посол Германской империи при правительстве РСФСР в Москве.
Владелец заповедного имения на Харфе, член Верхней палаты Пруссии, императорский германский посланник, ротмистр резерва кирасирского Дризенского полка Вестфалии No 4, почётный кавалер суверенного Мальтийского ордена.
Участник советско-германских мирных переговоров в Брест-Литовске (декабрь 1917 — март 1918).

## Гибель
Убит сотрудниками ВЧК Я. Г. Блюмкиным и Н. Андреевым (скорее всего, застрелен из револьвера последним) по решению ЦК партии левых эсеров с целью спровоцировать возобновление войны с Германией. Сначала в посла стреляли, а затем бросили бомбу.
Убийство германского посла послужило сигналом к началу восстания левых эсеров против их бывших союзников по Октябрьской революции 1917 года — большевиков.
4 ноября 2020 года в Москве открыли мемориальную доску фон Мирбаху.

## Киновоплощение
- 1968 — «Шестое июля». В роли Вильгельма Мирбаха Николай Волков
- 1975 — «Доверие». В роли Вильгельма Мирбаха — Вячеслав Васильев.